# ONE Championship
ONE Championship (trước đây gọi là ONE Fighting Championship hoặc ONE FC) là một tổ chức quảng bá tại Singapore cho võ tổng hợp (MMA), Muay Thái, và kickboxing được doanh nhân Chatri Sityodtong và cựu giám đốc điều hành cấp cao của ESPN Star Sports, Victor Cui thành lập vào ngày 14 tháng 7 năm 2011. ONE Championship được hỗ trợ vốn từ Sequoia Capital, GIC, Temasek Holdings, Iconiq Capital, Mission Holdings và Greenoaks Capital.

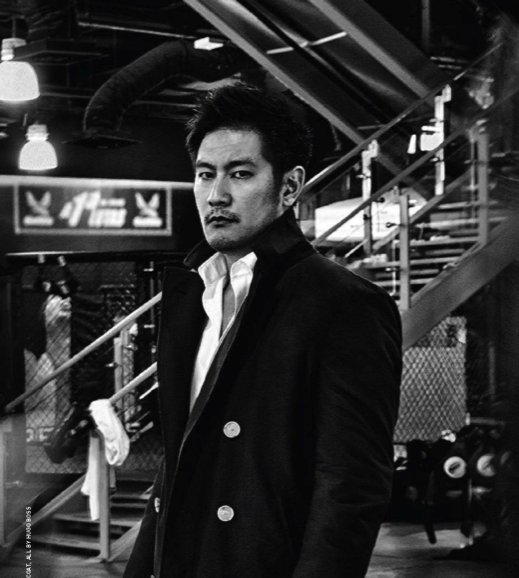
Chatri Sityodtong là một doanh nhân và một võ sĩ đến từ Thái Lan, nổi tiếng là Người sáng lập, Chủ tịch và Giám đốc điều hành của ONE Championship.

Vận động viên đáng chú ý trên danh sách của tổ chức này bao gồm Demetrious Johnson, Eddie Alvarez, Nieky Holzken, Angela Lee, Aung La N Sang, Eduard Folayang, Giorgio Petrosyan, Roman Kryklia, Andrei Stoica, Bogdan Stoica, Tarik Khbabez, Regian Eersel, Yodsanklai Fairtex, Kevin Belingon, Bibiano Fernandes, Roger Gracie, Brandon Vera, Shinya Aoki, Xiong Jingnan, Vitor Belfort Thành Lê và Ilias Ennahachi.
Sự kiện ONE Championship đầu tiên được tổ chức vào ngày 3 tháng 9 năm 2011 tại Sân vận động trong nhà Singapore. Chương trình quảng bá này đã tiếp tục tổ chức các sự kiện trên khắp khu vực châu Á.
ONE Championship đã tổ chức hơn 100 sự kiện cho đến nay với các chương trình tại các thành phố trên khắp châu Á và được coi là tài sản truyền thông thể thao lớn nhất toàn cầu trên lục địa.